# Танду
Та́нду (санскр. तण्डु, IAST: Taṇḍu) — в позднейшей индийской мифологии один из приближенных бога Шивы, искусный музыкант и изобретатель танца Тандава (санскр. Tāṇḍava), исполняемого самим Шивой с его супругой Деви после пира и обильного винопития, среди толпы скачущих демонов. Шива научил науку, установленную им, своему ученику Танду или Нандикешваре и Бхарате, изучая ту часть его, которую практикуют мужчины, называл Тандава производное от Танду, научил этому танцу мудрецов Риши, который завещал ее своим смертным потомкам.
Считается, что именно Танду инструктировал Бхарату, создателя «Натья-шастры». Некоторые ученые считают, что и сам Танду был автором труда по танцам, который затем был включен в состав «Натья-шастры».
Шива также проинструктировал Парвати (свою супругу) в той части ее, которую практикуют женщины, этот вид танца был назван «Ласья». Первый вид — «Тандава», мужской и героический, а второй нежный, любовно вдохновляющий.